# توم جونز (لاعب كرة قدم)
توم جونز (بالإنجليزية: Tom Jones)‏ (6 ديسمبر 1899 في المملكة المتحدة - 20 فبراير 1978) هو لاعب كرة قدم بريطاني (وحمل سابقاً جنسية المملكة المتحدة لبريطانيا العظمى وأيرلندا) في مركز الظهير. لعب مع سكونثورب يونايتد ومانشستر يونايتد.

## وصلات خارجية
- توم جونز على موقع قاعدة بيانات كرة القدم.إي يو (الإنجليزية)